# Associação Recreativa da Paradela
A Associação Recreativa da Paradela é um clube português localizado na freguesia de São Martinho de Bougado, concelho da Trofa, distrito do Porto.
A equipa de futebol sénior participa, na época de 2007-2008, na 2ª Divisão da Associação de Futebol do Porto.